# ذباب الحجر الشتوي الصغير
ذباب الحجر الشتوي الصغير أو عائلة الصخور الشتوي أو عائلة ذباب الثلج أو فصيلة كابنييدي (الاسم العلمي: Capniidae)، هي فصيلة حشرات من رتبة مطويات الأجنحة. وهي واحدة من أكبر فصائل ذباب الحجر، تحتوي على حوالي 300 نوع موزعة في جميع أنحاء مواطن القارة الشمالية. وأقرب الفصائل لها هي فصيلة ذباب الحجر ذو الأجنحة الملفوفة.